# Línea 81 (EMT Valencia)
La línea 81 Estación del Norte-Blasco Ibáñez de la EMT de Valencia es una línea de autobús que une la Estación del Norte con la Estación del Cabañal, situada en el cruce de la Avenida de Blasco Ibáñez con la calle Serrería.

## Recorrido
- Dirección Estación del Norte: Blasco Ibáñez, General Elío, Tetuán, Colón, Pinazo, Colón, Xàtiva.

- Dirección Blasco Ibáñez: Xàtiva, Periodista Azzati, Ayuntamiento, Pintor Sorolla, Palau de Justícia, Alameda, Doctor Moliner, Blasco Ibáñez.

## Historia
Sus orígenes se remontan al 25 de agosto de 1973, substituyendo la antigua línea 8A. Su recorrido iba desde el Barrio de San José, (Calle Palancia), hasta las puertas del barrio de L'Olivereta (Calle González Martí). El 16 de enero de 1975 se amplió el recorrido hasta la calle Brasil, habiéndose de reestructurar la línea un año después por cambios de sentido de la circulación. En el año 1985 se amplió su recorrido en la Avenida Blasco Ibáñez, primero hasta el cruce con la calle Dr.Manuel Candela y el 20 de diciembre de 1985 de forma definitiva la línea fue llevada hasta la Estación del Cabañal. Años más tarde, debido a la longitud de la línea se crearon "cortos" que iban desde Blasco Ibáñez hasta la Avenida del Oeste, con la denominación C81, los cuales desarapecerían el 5 de noviembre de 2012. En el año 2005 ya existían dichos cortos. En agosto del 2007 de manera provisional, en dirección Blasco Ibáñez desde el Hospital General, el recorrido se sustituye por Fernándo el Católico, Guillem Sorolla hasta la vuelta a la Avenida del Oeste, dejando de pasar por el Mercado Central en esta dirección y en dirección al Hospital General circulando por la calle Murillo en lugar de la Calle Bolsería y Quart. En noviembre del 2012 en dirección Hospital General vuelve a pasar por Bolsería y Quart mientras que en dirección opuesta el cambio provisional por Guillem Sorolla se quedó definitivo. El 8 de mayo del 2013 en dirección Hospital General para dar servicio al complejo 9 d'Octubre deja la calle Racó d'Ademús y circula por la Calle Nou d'Octubre a Tres Cruces. En noviembre del 2015 en esta dirección deja de pasar por la Avenida María Cristina a hacerlo por Avenida del Oeste (en dirección ciudad de Brujas, hasta el momento la avenida era unidireccional) y la calle Murillo a su ruta. El día 26 de julio del 2016, debido al plan de remodelación de líneas se suprime el recorrido hasta el centro, pasando ahora por la Estación del Norte y el Ayuntamiento.

## Otros datos
| Líneas de autobuses que prestan servicio en Valencia |               |                  |
| Línea anterior:                                      | Línea actual: | Línea siguiente: |
| 80 Línea 80                                          | 81 Línea 81   | 89 Línea 89      |